# Yi Yin
Yi Yin (chinês: 伊尹, nascido Yi Zhi (伊挚), também conhecido como A Heng (阿衡)), foi um político chinês que foi ministro do início da dinastia Shang, e um dos funcionários homenageados da época. Ele ajudou Tang de Shang, o fundador da dinastia Shang, a derrotar o Rei Jie de Xia. Inscrições de Yi no oráculo foram encontradas, evidência de que seu status social era alto.

## Biografia

### Origem
Segundo a lenda, Yi era escravo de um homem chamado Youshen (有莘) Quando a filha de Youshen se casou com Tang de Shang, ele se tornou escravo de Tang. Ele tinha talento para cozinhar, então Tang o fez seu chef. Enquanto servia as refeições a Tang, ele aproveitou a oportunidade para analisar as questões atuais da época, como os pontos negativos de Jie de Xia. Ele também propôs seu plano para derrubar Jie de Xia. Ele ganhou a confiança de Tang, tornou-se o braço direito de Tang e foi feito 'Yin'.
No entanto, existem outras versões de sua vida. Em outra história, Yi nunca tinha sido um escravo. Tang tinha ouvido falar dele, e Tang tentou recrutá-lo cinco vezes antes de Yi aceitar seu pedido de ajuda.

### Tang de Shang
Tang mudou-se para um lugar onde a capital Xia fosse facilmente acessível. Eles pararam de pagar impostos Jie. Jie ficou furioso e convocou os exércitos de suas nove tribos para lutar contra Tang. Então Yi garantiu a Tang que esperaria que os exércitos de Jie de Xia assumissem o poder. Ele explicou a Tang que os nobres que serviam a Jie ainda tinham exércitos fortes. Então, eles esperaram por um ano até que lançassem um ataque aos estados da nobreza e vencessem todas as batalhas.
Quando estavam a apenas cinco li da capital, no entanto, Yi pediu uma parada. Ele explicou que o exército precisava de um aumento no moral, então Tang fez um discurso aos soldados, que ficou conhecido como 'promessa de Tang' (湯誥, agora em Shangshu). Posteriormente, eles derrotaram Jie de Xia na batalha decisiva de Mingtiao.
Durante o início da dinastia Shang, Yi ajudou Tang a estabelecer diferentes instituições, resultando em estabilidade política e também em benefícios econômicos.